# Estadio Claudio Chiqui Tapia
El estadio Claudio «Chiqui» Tapia es un recinto deportivo propiedad del Club Atlético Barracas Central, ubicado en la ciudad de Buenos Aires, Argentina. Se sitúa en la intersección de la avenida Olavarría y la calle Luna, en el barrio de Barracas.
Fue inaugurado en 1916 y tiene una capacidad de más de 2000 espectadores, pudiendo llegar hasta los 2400. La superficie del estadio se compone de césped y fue renovado inicialmente en la década de 1970, también en 2004, 2006 y 2011. Recibió un nombre por primera vez en 2008, en honor al dirigente deportivo Claudio Tapia.
El estadio está rodeado de grandes polémicas debido a su baja capacidad de espectadores para un estadio de Primera División, ya que no cuenta con luminarias ni instalaciones adecuadas para el arbitraje ni las transmisiones televisivas.

## Características
Este estadio es uno de los más antiguos de la ciudad y desde su construcción hasta la década de 1970 mantuvo la estructura original de madera. Inicialmente, el recinto deportivo se llamó estadio Olavarría y Luna, sin embargo, en 2008 unos socios de la Asamblea oficial del club decidieron ponerle el nombre del actual presidente de la Asociación del Fútbol Argentino (AFA), Claudio Tapia. El cambio se dio después de haber asumido el cargo de Presidente en el Club Atlético Barracas Central.
Los palcos donde se ubican los periodistas y las autoridades deportivas llevan el nombre del expresidente de la AFA, Julio Grondona y del sindicalista Hugo Moyano (suegro del presidente del club y de la AFA Claudio "Chiqui" Tapia).